# Geroda (geslacht)
Geroda is een geslacht van vlinders van de familie Uilen (Noctuidae), uit de onderfamilie Hadeninae.

## Soorten
- G. cornifera Walker, 1865
- G. excisa Jones, 1908
- G. leucocycla Druce, 1909
- G. xeneusalis Walker, 1859